# Mary Klimek
Mary Klimek (* um 1985 in Pennsylvania) ist eine US-amerikanische Visagistin und Hairstylistin in Hollywood.

## Leben
Nach der Flugreise von Pennsylvania nach Los Angeles nahm sie auf dem Flughafen ein Taxi und fuhr mit ihrem Schminkkoffer in die Filmstadt Hollywood. Dort nahm sie Kontakt mit dem Fotografen Dan Winters auf, der sie einem Kreis von Schauspielern vorgestellt hatte. Im Anschluss wurde sie ein Mitglied bei der Make-Up Artists & Hair Stylists Guild Local 706 und wirkte ab dem Jahr 2000 als professionelle Stylistin mit Schminke, Schminkpuder und -pinsel bei Fernsehserien, -filmen sowie Kinofilmen mit. Mary Klimek betreute Schauspieler wie Justin Bartha, Helen Mirren, Amanda Peet, Sydney Tamiia Poitier, Greg Kinnear, Chad Michael Murray, Will Forte und viele Andere.

## Filmografie (Auswahl)
- 2000: The 70s. The Decade That Changed Television (TV Movie)
- 2000: Frankenstein lebt
- 2001: MacArthur Park
- 2002: Thelma & Louise. The Last Journey (Video documentary)
- 2004: The Devil Cats – als Schauspielerin
- 2005: Candor City Hospital (Kurzfilm)
- 2006: Scary Movie 4
- 2009/12: WipeOut – Heul nicht, lauf! (Fernsehserie)
- 2012: Bent (Fernsehserie)
- 2012/13: The New Normal (Fernsehserie)
- 2014: Other People’s Children (Film)
- ab 2012: The Mindy Project (Fernsehserie)
- 2014: Enlisted (Fernsehserie)
- 2015: Togetherness (Fernsehserie)
- 2015: Your Hands (Kurzfilm)
- 2015: Jem and the Holograms
- 2015: The Last Man on Earth
- 2016: Close Up with the Hollywood Reporter (Fernsehserie)
- 2016: Son of Zorn (Fernsehserie)
- 2018: Black Monday (Fernsehserie)
- 2020: The Afterparty (Fernsehserie)